# 扬尼·西卡兹韦
揚尼·西卡茲韋（Janny Sikazwe，1979年5月26日—），贊比亞足球球證，正職為老師。他於2007年成為國際足協的國際球證，得以為國際比賽執法。此後，他分別為2015年非洲國家盃、2016年世界冠軍球會盃決賽以及2017年非洲國家盃決賽裁決。2018年1月，他獲選為當屆世界盃的球證之一。

## 資料來源
1. ↑  Zambia Referees （页面存档备份，存于） fifa.com
2. ↑  . ESPN.com.   [2018-06-10]. （原始内容存档于2020-11-29）.